# طريف بن تميم
طريف بن تميم العنبري التميمي فارس جاهلي من بني عدي بن جندب بن العنبر وكان سيدهم في زمانه وقائدهم في كثير من المعارك والحروب وكان طريف شاعر جاهلي رجل جسيما وفارس عظيما وقد صنف أنه فارس بني عمرو تميم ويكنى أبا سليط ويلقب با ملقي القناع وسببه أن فرسان العرب أذا حضرت سوق عكاظ تتقنع مخافة الأسر أو الثأر أو القتل أما طريف فقد كان لايتقنع أذا حضر عكاظ ويقول بكل فخر من شاء فليطلبني ولذلك سمي بملقي القناع  ومن القابه أيضا المحبر وكان أبنه ربيعة بن طريف بن تميم فارس وشاعرا لطريف أيام على بكر بن وائل كيوم الصليب ويوم غول الأول ويوم زرود ويوم ذات الشقوق وايام كثيرة. وقد كانت العرب في عكاظ تصف طريف بن تميم قائلين كان أثقل العرب على عدوه وطأة وأدركهم بثأر، وأيمنهم نقيبه، وأقراهم لضيف، وأحوطهم للجار 

## نسبه
- طريف بن تميم بن عمرو بن عبد الله بن نامية بن عدي بن جندب بن العنبر بن عمرو بن تميم بن مر العنبري التميمي [4] ، وقيل هو من بني عمرو بن جندب بن العنبر بن عمرو بن تميم،[5] فالثابت أنه من بني جندب بن العنبر والخلاف على كونه من بني عدي بن جندب أو بني عمرو بن جندب[6]

## من أخباره وغزواته
كان طريف بن تميم فارس قومه ومقدماً على كثير من فرسان العرب قبل الإسلام، ومن أخباره وغزواته:
- أنه أغار على بني شيبان وهم على زرود فهزمهم وقتلهم وغنم منهم، ثم قال في ذلك:

- وأغار على بني شيبان إيضاً وهم بذات الشقوق فأخذهم وغنم منهم وقتل زعيمهم شراحيل بن مرة الشيباني؛ وقال في ذلك:[7]

- وغزا طريف ومعه الشاعر النابغة الجعدي فأصابا قوماً من بني الحارث بن همام، ثم أصاب ناسًا من بني ربيعة بن ذهل بن شيبان، فقال النابغة للأخطل في الإسلام عندما عيره بكبر سِنه:[8]

والزوان هو اسم الموضع الذي قتلهم طريف فيه.
- وغزا طريف بن تميم على بكر بن وائل فطعن زعيمهم شيطان بن عمرو البكري وأرداه قتيلاً ثم قال في قتله:[10]

- وغزا طريف بن تميم العنبري على بكر بن وائل وهم عند غول فأخذهم وقتل جثّامة بن عمرو بن محلم الشيباني، وفي ذلك يقول شاعر بني العنبر مفاخراً:[11]

## أسرهُ حاتم الطائي
قال البلاذري أغار ثلاثة من فُرسان بني تميم هم طريف بن تميم العنبري وفدكي بن أعبد المنقري وأبو الجدعاء الطهوي على قبيلة طيء فقتلوا رئيسهم عمرو بن ورد وأسروا ثمانين أسيراً فيهم الجواد حاتم الطائي ويلاحظ أن طريف بن تميم كان كثير الغارات ومن ذلك أنه ظفر في بنو بكر بن وائل في عدد من الأيام فغنم وسبى منها يوم زرود وذات الشقوق ويوم الزوان وكان النابغة الجعدي الشاعر مجاوراً في بني العنبر وكان يغير مع طريف بن تميم العنبري وله قصائد يذكر ذلك.

## من أشعاره وقصائده
- كان طريف لايتقنع في سوق عكاظ كبقية الفرسان ويمشي في السوق دون أن يتقنع ولايهاب أحداً، وكان الفرسان ينظرون اليه ويحفظون ملامحه وأنشد في ذلك:

- كان الخلفية أبي جعفر المنصور مُعجبًا بشِعره وكثيراً مايتمثل به ويرغب بسماعه، ويذكر أنه أحرى أن يختاره أهل العقل والأدب، وأنه يحث على المروءة. قال أبي جعفر:| طريف بن تميم | و لكنّ الذي يعجبني أن يحدو بي الحادي الليلة بشعر طريف العنبريّ، فهو آلف في سمعي من غناء بصبص، و أحرى أن يختاره أهل العقل. | طريف بن تميم |

ونادى إلى أحد الحداة الماهرين فحفظ منه قول طريف:
- ولما حوصر مصعب بن الزبير، وتفرّق عنه أصحابه لبس سلاحه وخرج فيمن بقي معه، وهو يتمثل بشعر طريف:[18][19][20][21]